# 新潟県保育所一覧
新潟県保育所一覧（にいがたけんほいくしょいちらん）は、新潟県の保育所の一覧。

## 公立保育所

### 新潟市

#### 北区
- 新潟市立ちとせ保育園
- 新潟市立太夫浜保育園
- 新潟市立かやま保育園
- 新潟市立すみれ保育園
- 新潟市立早通保育園
- 新潟市立早通北保育園
- 新潟市立木崎保育園
- 新潟市立越岡保育園
- 新潟市立二葉保育園
- 新潟市立太田保育園

- 新潟市立三ツ森保育園
- 新潟市立若葉保育園

#### 東区
- 新潟市立山の下保育園
- 新潟市立山木戸保育園
- 新潟市立桃山保育園
- 新潟市立大山保育園
- 新潟市立中野山保育園
- 新潟市立石山保育園
- 新潟市立大形保育園
- 新潟市立第二中野山保育園
- 新潟市立東中野山保育園
- 新潟市立中山保育園

#### 中央区
- 新潟市立八千代保育園
- 新潟市立入舟保育園
- 新潟市立白山保育園
- 新潟市立礎保育園
- 新潟市立しなの保育園
- 新潟市立敷島保育園
- 新潟市立万代保育園
- 新潟市立流作場保育園
- 新潟市立長嶺保育園
- 新潟市立宮浦乳児保育園

- 新潟市立沼垂保育園
- 新潟市立鳥屋野保育園
- 新潟市立ロータリー保育園
- 新潟市立山潟保育園

#### 江南区
- 新潟市立両川保育園
- 新潟市立ことぶき保育園
- 新潟市立曽野木保育園
- 新潟市立第二曽野木保育園
- 新潟市立大江山保育園
- 新潟市立横越中央保育園
- 新潟市立横越双葉保育園
- 新潟市立横越小杉保育園
- 新潟市立亀田第一保育園
- 新潟市立亀田第二保育園

- 新潟市立亀田第三保育園
- 新潟市立亀田第四保育園
- 新潟市立亀田第五保育園

#### 秋葉区
- 新潟市立新津東保育園
- 新潟市立金津保育園
- 新潟市立新金沢保育園
- 新潟市立小須戸保育園
- 新潟市立矢代田保育園

#### 南区
- 新潟市立白根保育園
- 新潟市立諏訪木保育園
- 新潟市立臼井保育園
- 新潟市立庄瀬保育園
- 新潟市立白根中央保育園
- 新潟市立大鷲保育園
- 新潟市立新飯田保育園
- 新潟市立古川保育園
- 新潟市立根岸保育園
- 新潟市立茨曽根保育園

- 新潟市立大通保育園
- 新潟市立小林保育園
- 新潟市立にししろね保育園
- 新潟市立あじほ保育園
- 新潟市立月潟保育園

#### 西区
- 新潟市立内野保育園
- 新潟市立上五十嵐保育園
- 新潟市立坂井保育園
- 新潟市立坂井輪保育園
- 新潟市立小針保育園
- 新潟市立大野保育園
- 新潟市立興野保育園
- 新潟市立木場保育園
- 新潟市立寺地保育園
- 新潟市立山田保育園

- 新潟市立坂井保育園
- 新潟市立黒埼なかよし保育園

#### 西蒲区
- 新潟市立岩室保育園
- 新潟市立和納保育園
- 新潟市立なかのくち保育園
- 新潟市立巻保育園
- 新潟市立巻つくし保育園
- 新潟市立すわ保育園
- 新潟市立漆山東保育園
- 新潟市立漆山西保育園

- 新潟市立かきの実保育園
- 新潟市立松野尾保育園
- 新潟市立七浦保育園

### 三条市
- 三条市立田島保育所
- 三条市立裏館保育所
- 三条市立三条保育所
- 三条市立旭保育所
- 三条市立保内保育所
- 三条市立一ノ門保育所
- 三条市立嵐南保育所
- 三条市立鱈田保育所
- 三条市立須頃保育所
- 三条市立月岡保育所

- 三条市立塚野目保育所
- 三条市立西四日町保育所
- 三条市立福多保育所
- 三条市立大和保育所
- 三条市立あいおい保育所
- 三条市立川通保育所
- 三条市立荻堀保育所
- 三条市立飯田保育所
- 三条市立荒沢保育所
- 三条市立名下保育所

- 三条市立中浦保育所
- 三条市立千代が丘保育所

### 新発田市
- 新発田市立西園保育園
- 新発田市立住吉保育園
- 新発田市立中井保育園
- 新発田市立五十公野保育園
- 新発田市立天ノ原保育園
- 新発田市立松浦保育園
- 新発田市立川東保育所
- 新発田市立加治保育園
- 新発田市立上館保育園
- 新発田市立佐々木保育園

- 新発田市立菅谷保育園
- 新発田市立うすが森保育園
- 新発田市立豊浦保育園
- 新発田市立大峰保育所
- 新発田市立米子保育園
- 新発田市立柴雲寺保育園
- 新発田市立藤塚浜保育園

### 加茂市
- 加茂市立加茂保育園
- 加茂市立西加茂保育園
- 加茂市立西宮保育園
- 加茂市立芝野保育園
- 加茂市立狭口保育園
- 加茂市立高柳保育園

### 村上市
- 村上市立第一保育園
- 村上市立第二保育園
- 村上市立岩船保育園
- 村上市立瀬波保育園
- 村上市立上海府保育園
- 村上市立山辺里保育園
- 村上市立山居町保育園
- 村上市立金屋保育園
- 村上市立大津保育園
- 村上市立坂町保育園

- 村上市立荒島保育園
- 村上市立平林保育園
- 村上市立塩谷保育園
- 村上市立向ヶ丘保育園
- 村上市立高南保育園
- 村上市立塩野町保育園
- 村上市立猿沢保育園
- 村上市立三面保育園
- 村上市立舘腰保育園
- 村上市立山北にじいろ保育園

- 村上市立山北あおぞら保育園

### 燕市
- 燕市立燕保育園
- 燕市立藤の曲保育園
- 燕市立南保育園
- 燕市立小池保育園
- 燕市立小高保育園
- 燕市立西燕保育園
- 燕市立大曲八王寺保育園
- 燕市立水道町保育園
- 燕市立三方崎保育園
- 燕市立つぼみ保育園

- 燕市立地蔵堂保育園
- 燕市立島上保育園
- 燕市立笈ケ島保育園
- 燕市立あおい保育園
- 燕市立吉田中央保育園
- 燕市立吉田神田保育園
- 燕市立吉田南保育園
- 燕市立吉田旭保育園
- 燕市立吉田八千代保育園
- 燕市立吉田日之出保育園

- 燕市立粟生津保育園
- 燕市立吉田北保育園
- 燕市立吉田西太田保育園

### 五泉市
- 五泉市立さくら保育園
- 五泉市立ひまわり保育園
- 五泉市立かわひがし保育園
- 五泉市立ひばり保育園
- 五泉市立こばと保育園
- 五泉市立あさひ保育園
- 五泉市立すみれ保育園
- 五泉市立つくし保育園
- 五泉市立すもと保育園
- 五泉市立はしだ保育園

- 五泉市立村松第1保育園
- 五泉市立村松第3保育園
- 五泉市立大蒲原保育園
- 五泉市立川内保育園

### 佐渡市
- 佐渡市立両尾保育園
- 佐渡市立河崎保育園
- 佐渡市立椎崎保育園
- 佐渡市立湊保育園
- 佐渡市立夷保育園
- 佐渡市立歌代保育園
- 佐渡市立吉井保育園
- 佐渡市立梅津保育園
- 佐渡市立羽吉保育園
- 佐渡市立稲鯨保育園

- 佐渡市立相川保育園
- 佐渡市立たかち保育園
- 佐渡市立河原田保育園
- 佐渡市立八幡保育園
- 佐渡市立双葉保育園
- 佐渡市立沢根保育園
- 佐渡市立金井保育園
- 佐渡市立中興保育園
- 佐渡市立金井新保保育園
- 佐渡市立新穂トキっ子保育園

- 佐渡市立畑野保育園
- 佐渡市立川西保育園
- 佐渡市立小倉保育園
- 佐渡市立多田保育園
- 佐渡市立真野第1保育園
- 佐渡市立真野第2保育園
- 佐渡市立小木保育園
- 佐渡市立羽茂保育園
- 佐渡市立赤泊保育園

### 胎内市
- 胎内市立若宮保育園
- 胎内市立日の出保育園
- 胎内市立ふたば保育園
- 胎内市立ついじ保育園
- 胎内市立黒川保育園

### 北蒲原郡
- 聖籠町立聖籠こども園

### 西蒲原郡
- 弥彦村立弥彦保育園
- 弥彦村立二松保育園
- 弥彦村立ひかり保育園

### 南蒲原郡
- 田上町立田上保育所
- 田上町立保明保育所
- 田上町立坂田保育所
- 田上町立羽生田保育所
- 田上町立中店保育所

### 東蒲原郡
- 阿賀町立もみじ保育園
- 阿賀町立とこなみ保育園
- 阿賀町立上条保育園
- 阿賀町立日野川保育園
- 阿賀町立わかば保育園

### 岩船郡
- 関川村立下関保育園
- 関川村立大島保育園
- 関川村立女川保育園
- 粟島浦村立粟島浦村保育園

### 長岡市
- 長岡市立南部保育園
- 長岡市立北部保育園
- 長岡市立けさじろ保育園
- 長岡市立宮内保育園
- 長岡市立中沢保育園
- 長岡市立山本保育園
- 長岡市立桂保育園
- 長岡市立栖吉保育園
- 長岡市立昭和保育園
- 長岡市立上除保育園

- 長岡市立山通保育園
- 長岡市立三和保育園
- 長岡市立富曽亀保育園
- 長岡市立川崎保育園
- 長岡市立中貫保育園
- 長岡市立宮本保育園
- 長岡市立黒条保育園
- 長岡市立日越保育園
- 長岡市立六日市保育園
- 長岡市立十日町保育園

- 長岡市立新組保育園
- 長岡市立下川西保育園
- 長岡市立石坂保育園
- 長岡市立中之島保育園
- 長岡市立上通保育園
- 長岡市立みずほ保育園
- 長岡市立中条保育園
- 長岡市立信条保育園
- 長岡市立来迎寺保育園
- 長岡市立塚山保育園

- 長岡市立こしじ保育園
- 長岡市立岩塚保育園
- 長岡市立白山保育園
- 長岡市立みしま南保育園
- 長岡市立みしま北保育園
- 長岡市立竹沢保育園
- 長岡市立ひまわり保育園
- 長岡市立和島保育園
- 長岡市立おおこうづ保育園
- 長岡市立本山保育園

- 長岡市立白岩保育園
- 長岡市立栃尾白山保育園
- 長岡市立東川口保育園
- 長岡市立西川口保育園

### 柏崎市
- 柏崎市立柏崎保育園
- 柏崎市立大洲保育園
- 柏崎市立枇杷島保育園
- 柏崎市立西部保育園
- 柏崎市立比角保育園
- 柏崎市立松波保育園
- 柏崎市立荒浜保育園
- 柏崎市立東部保育園
- 柏崎市立北鯖石保育園
- 柏崎市立安田保育園

- 柏崎市立中通保育園
- 柏崎市立高田保育園
- 柏崎市立北条保育園
- 柏崎市立南鯖石保育園
- 柏崎市立中鯖石保育園
- 柏崎市立野田保育園
- 柏崎市立半田保育園
- 柏崎市立田尻保育園
- 柏崎市立米山保育園
- 柏崎市立高柳保育園

- 柏崎市立門出保育園
- 柏崎市立にしやま保育園

### 小千谷市
- 小千谷市立西保育園
- 小千谷市立東保育園
- 小千谷市立南保育園
- 小千谷市立吉谷保育園
- 小千谷市立さくら保育園
- 小千谷市立北保育園
- 小千谷市立片貝保育園
- 小千谷市立岩沢保育園
- 小千谷市立すみれ保育園
- 小千谷市立わかば保育園

### 十日町市
- 十日町市立川治保育園
- 十日町市立西保育園
- 十日町市立高山保育園
- 十日町市立鐙島保育園
- 十日町市立北原保育園
- 十日町市立水沢保育園
- 十日町市立千手保育園
- 十日町市立上野保育園
- 十日町市立橘保育園
- 十日町市立仙田保育園

- 十日町市立中里なかよし保育園
- 十日町市立松代保育園
- 十日町市立松之山保育園

### 見附市
- 見附市立見附保育園
- 見附市立本所保育園
- 見附市立中央保育園
- 見附市立名木野保育園
- 見附市立わかば保育園
- 見附市立庄川保育園
- 見附市立桜保育園

### 南魚沼市
- 南魚沼市立宮保育園
- 南魚沼市立八幡保育園
- 南魚沼市立上原保育園
- 南魚沼市立五日町保育園
- 南魚沼市立余川保育園
- 南魚沼市立四十日保育園
- 南魚沼市立西五十沢保育園
- 南魚沼市立あおば保育園
- 南魚沼市立浦佐保育園
- 南魚沼市立藪神北保育園

- 南魚沼市立藪神南保育園
- 南魚沼市立大崎保育園
- 南魚沼市立赤石保育園
- 南魚沼市立三用保育園
- 南魚沼市立塩沢保育園
- 南魚沼市立上関保育園
- 南魚沼市立舞子保育園
- 南魚沼市立下長崎保育園
- 南魚沼市立中保育園
- 南魚沼市立石打保育園

- 南魚沼市立上長崎保育園
- 南魚沼市立大木六保育園

### 魚沼市
- 魚沼市立堀之内なかよし保育園
- 魚沼市立佐梨保育園
- 魚沼市立ひがし保育園
- 魚沼市立伊米ケ崎保育園
- 魚沼市立ひかり保育園
- 魚沼市立つくし保育園
- 魚沼市立さくら保育園
- 魚沼市立ふたば西保育園
- 魚沼市立ふたば東保育園
- 魚沼市立守門保育園

### 中魚沼郡
- 津南町立ひまわり保育園
- 津南町立北部保育園
- 津南町立上郷保育園
- 津南町立わかば保育園
- 津南町立外丸保育園
- 津南町立中津保育園
- 津南町立こばと保育園

### 南魚沼郡
- 湯沢町立湯沢保育園
- 湯沢町立中央保育園
- 湯沢町立土樽保育園
- 湯沢町立神立保育園

### 刈羽郡
- 刈羽村立かりわ保育園

### 上越市
- 上越市立南新町保育園
- 上越市立東本町保育園
- 上越市立北本町保育園
- 上越市立稲田保育園
- 上越市立大和保育園
- 上越市立戸野目保育園
- 上越市立上雲寺保育園
- 上越市立和田保育園
- 上越市立春日保育園
- 上越市立高士保育園
- 上越市立子安保育園

- 上越市立三郷保育園
- 上越市立諏訪保育園
- 上越市立富岡保育園
- 上越市立古城保育園
- 上越市立中央保育園
- 上越市立夷浜保育園
- 上越市立やちほ保育園
- 上越市立有田保育園
- 上越市立たにはま保育園
- 上越市立保倉保育園
- 上越市立北諏訪保育園

- 上越市立安塚保育園
- 上越市立うらがわら保育園
- 上越市立大島保育園
- 上越市立牧保育園
- 上越市立柿崎第一保育園
- 上越市立柿崎第二保育園
- 上越市立上下浜保育園
- 上越市立下黒川保育園
- 上越市立はまっこ保育園
- 上越市立まつかぜ保育園
- 上越市立南川保育園

- 上越市立大瀁保育園
- 上越市立明治保育園
- 上越市立くびきひよこ園
- 上越市立中郷保育園
- 上越市立いたくら保育園
- 上越市立きよさと保育園
- 上越市立さんわ保育
- 上越市立名南保育園

## 私立保育所

### 新潟市

#### 北区
- 青い鳥保育園
- 阿賀野保育園
- 光華保育園
- こまくさ保育園
- つくし保育園
- 豊栄マリア保育園
- 濁川保育園
- ほのぼの保育園
- 松浜保育園
- みなと福祉保育園

- あたご とまと保育園

#### 東区
- 逢谷内保育園
- 岡山乳児園
- 岡山保育園
- 上木戸保育園
- 下山保育園
- 聖徳保育園
- 東明保育園
- 中道山保育園
- はじめ保育園
- 第二はじめ保育園

- 物見山はじめ保育園
- はす池保育園
- 船江保育園
- 松崎保育園
- 瑞穂保育園
- みたけ保育園
- みつばち保育園
- みつばち第二保育園
- ゆたか保育園

#### 中央区
- 新潟保育園
- 隣保館保育園
- 窪田町保育園
- 関屋保育園
- 赤沢保育園
- 栄保育園
- 勝楽寺保育園
- 旭保育園
- 寄居保育園
- みその保育園

- 子安保育園
- 馬越子安保育園
- 女池保育園
- 若草保育園
- こばと保育園
- 綱川原保育園
- 柴竹山保育園
- 笹口保育園
- 松美保育園
- 湖桜保育園

- 新潟南保育園

#### 江南区
- 割野保育園
- 本興寺保育園
- 松葉保育園
- 袋津保育園
- 栄徳寺保育園
- 亀田平和の園保育園
- 早通保育園

#### 秋葉区
- さくら保育園
- 林照寺保育園
- 子合西保育園
- 満日保育園
- 中新田保育園
- さつき野保育所
- にこにこ保育所
- あおぞら保育園
- おぎかわ保育園
- おひさま保育園

- にいつ愛慈保育園

#### 南区
- 白根はじめ保育園
- あかね保育園

#### 西区
- 山五十沢保育園
- 大友中央保育園
- 笠木保育園
- 赤塚保育園
- 保古野木保育園
- 第二赤塚保育園
- 木山保育園
- 翠松保育園
- 真行保育園
- 新通保育園

- 有明保育園
- 松の実保育園
- 吉田乳児保育園
- 東小針保育園
- 愛慈保育園
- 吉田保育園
- 保育園るんびいに
- 黒島保育園
- スマイルはじめ保育園
- こりす保育園

#### 西蒲区
- 曽根保育園
- みずほ保育園
- 鎧郷保育園
- 升潟保育園
- かたひがし保育園
- 竹野町保育園
- 風の子保育園
- めぐみ保育園

### 三条市
- 本成寺保育園
- 北陽保育園
- つくし保育園
- ふじの木保育園
- 第二つくし保育園
- きらきら保育園
- ひまわり保育園
- にじいろ保育園

### 新発田市
- 百華保育園
- ルンビニ保育園
- たから保育園
- ひかり保育園
- 大栄保育園
- キッズ陽だまり園
- 優の森保育園
- 三の丸保育園
- まごころ保育園しばた

### 加茂市
- 本量寺保育園
- 宝が丘保育園
- 七谷保育園
- 下条保育園
- 加茂新田保育園
- 須田保育園

### 燕市
- 泉保育園
- 第二泉保育園
- ぎんなん保育園
- 立正保育園

### 五泉市
- 五泉みどり保育園

### 佐渡市
- 姫津保育園
- 吉井隣保館
- 平泉保育園

### 阿賀野市
- 風の子保育園
- ほたる保育園
- 京ヶ瀬保育園
- あやめ保育園
- 分田保育園
- たちばな保育園
- よろこび保育園
- おとぎのくに保育園
- やすらぎの保育園
- みどり保育園

- 双葉保育園
- すみれ保育園
- みのり保育園
- 出湯保育園

### 胎内市
- さわらび保育園
- ひだまり保育園
- きすげ乳児保育園

### 北蒲原郡
- 聖籠はじめ保育園
- まごころ保育園せいろう
- まごころ保育園ひがしこう

### 長岡市
- 東部保育園
- 西部保育園
- 長生保育園
- 大島保育園
- 前川保育園
- 関原保育園
- 東部第二保育園
- 蔵王保育園
- 岡南保育園
- 摂田屋保育園

- 柏保育園
- 長峰保育園
- 宮内中央保育園
- あすなろ保育園
- 希望が丘保育園
- 新保保育園
- 深沢保育園
- 恵和保育園
- 東部どんぐり保育園
- 太陽ゆうゆう保育園

- いなば保育園
- みしま中央保育園
- 寺泊保育園
- 芳香稚草園
- 善昌寺保育園
- 双葉保育園
- 東谷保育園
- みどり保育園
- 上塩保育園
- 与板保育園

### 柏崎市
- こみの保育園
- 明照保育園
- はらまち保育園
- 米山台保育園
- 剣野保育園
- なかよし保育園
- ふたば保育園
- 茨目さくら保育園

### 十日町市
- 十日町幼児園
- 北越保育園
- 大井田保育園
- 山本愛泉保育園
- 森の保育園
- いずみ保育園
- 中条保育園
- 慈光保育園
- むつみ保育園

### 見附市
- 杉沢保育園
- 新潟保育園
- ちごし保育園
- すみれ保育園

### 南魚沼市
- 野の百合保育園
- わかば保育園
- 金城保育園
- （公設民営）めぐみ野保育園
- （公設民営）上町保育園

### 魚沼市
- 小出保育園
- 清心保育園

### 三島郡
- 出雲崎保育園
- 小木之城保育園